# Rajmund Kunić
Rajmund Kunić (Dubrovnik, 17. siječnja 1719. ‒ Rim, 22. studenoga 1794.), hrvatski katolički svećenik, isusovac, književnik i prevoditelj.
Kunić se pridružio isusovcima u Rimu 1734. godine, postavši tako, skupa s Ruđerom Boškovićem, jednim od najprosvjetljenijih osoba iz Dubrovačke Republike.
Proveo je 27 godina podučavajući latinski i grčki u Firenci, Rimu i inim dijelovima Italije. Napisao je nekoliko djela, uključujući i ono za papu Klementa XIII., kao i brojne epigrame i elegije, slijedeći primjer Tibula i Katula. Prevodio je sa starogrčkoga i latinskoga. Preveo je Teokrita i epigrame iz Grčke antologije. Njegov najpoznatiji rad je latinski prijevod Ilijade.

## Vanjske poveznice
- Raimund Cunich